# Kaple svatého Josefa Kalasanského (Kyjov)
Římskokatolický kostel svatého Josefa Kalasanského, zvaná také Gymnazijní nebo Piaristická kaple, je neorománská stavba z roku 1868 severně od centra Kyjova na Komenského ulici v těsném sousedství Klvaňova gymnázia. Kapli postavili piaristé, kteří zde působili v letech 1760–1897. Jedná se o filiální kostel římskokatolické farnosti v Kyjově.

## Historie
Piaristé byli do Kyjova pozváni městskou radou k založení latinské školy. Zřízení piaristické residence povolila císařovna Marie Terezie. Ve městě byli slavnostně přijati 24. listopadu 1760 a o dva dny později začali v budově fary vyučovat prvních 104 žáků. Pozemky ke stavbě rezidence a kaple získali na severním předměstí za tzv. Mlýnskou branou. Samotná stavba rezidence byla zahájena 11. září 1764. Na její vybudování byl použit i materiál z Mlýnské brány, jejíž zbourání pro tento účel bylo povoleno zemským úřadem. Stavba byla dokončena roku 1771. Byla to dvoupatrová barokní budova, k níž ze severu přiléhal přízemní dům, ve kterém byl refektář. Z jižní strany byla v roce 1775 přistavěna kaple sv. Jana Nepomuckého se dvěma oltáři a varhanami. Celá výstavba byla ukončena roku 1780 a sídlilo zde pět piaristů: představený, tři vyučující a jeden bratr, který se věnoval misijní činnosti na venkově. V roce 1806 město postihl velký požár, při němž vyhořela i budova rezidence. Brzy však byla obnovena.

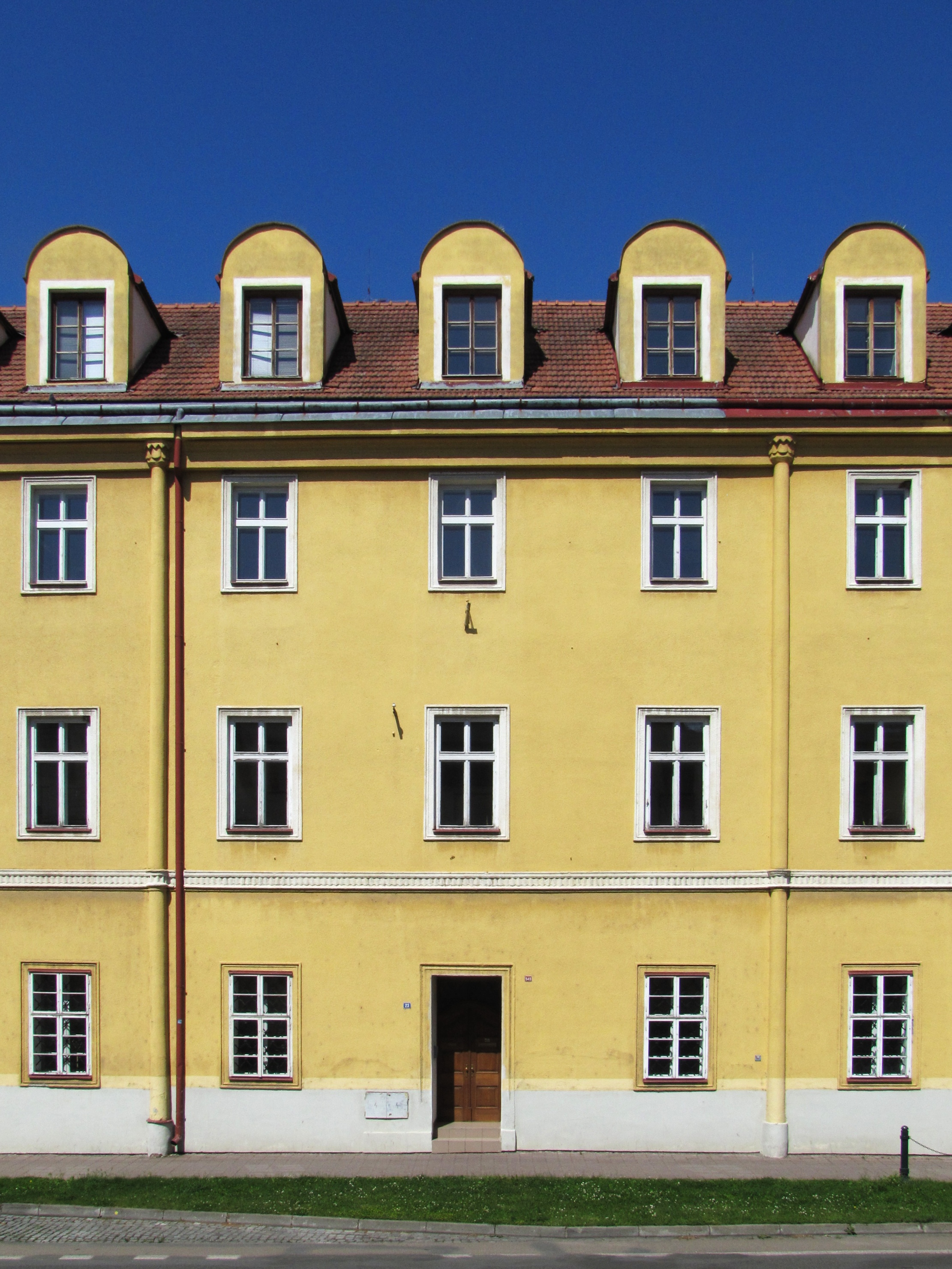
Původní budova z roku 1771

Později už budova pro výuku kapacitně nestačila a proto se obecní rada rozhodla pro přístavbu a zrušení dosavadní kaple, která měla být později nahrazena kaplí novou. Základy pro novou kapli se začaly hloubit 7. března 1864 a 31. března byl slavnostně položen základní kámen. Stavbu pak řídil místní zednický mistr Josef Berger s pomocí tesařského mistra Franze Glosse. Práce byly krátce přerušeny v roce 1866 kvůli Prusko-rakouské válce. Vysvěcena byla 27. srpna 1868 kyjovským děkanem Janem Otavou. Z původní kaple sv. Jana Nepomuckého sem byla přenesena část inventáře, jako např. obrazy sv. Josefa Kalasanského z 2. poloviny 18. století.
Kyjovští piaristé po celou dobu budovali rozsáhlou knihovnu. V roce 1811 obsahovala 622 svazků, které sami kupovali nebo získávali jako dary od mecenášů. Svou knihovnu jim například v roce 1754 odkázal kyjovský primátor Jan František Filip. V roce 1915 přešla knihovna do vlastnictví městského muzea. Tehdy obsahovala přes 1000 svazků a v současné době je součástí sbírkového fondu Vlastivědného muzea v Kyjově. Mezi svazky je například prvotisk Legenda aurea vytištěný v Norimberku roku 1478, Bible česká z roku 1556 nebo Hájkova kronika z roku 1570. Je zde i Kosmografie česká Sebastiana Münstera z roku 1574, encyklopedické dílo o zemích, národech a dějinách světa.
Činnost piaristů v Kyjově byla ukončena roku 1897, kdy v jejich budovách vzniklo české gymnázium. Jeho prvním ředitelem se stal Josef Klvaňa, po kterém bylo později i pojmenováno.

## Popis kostela

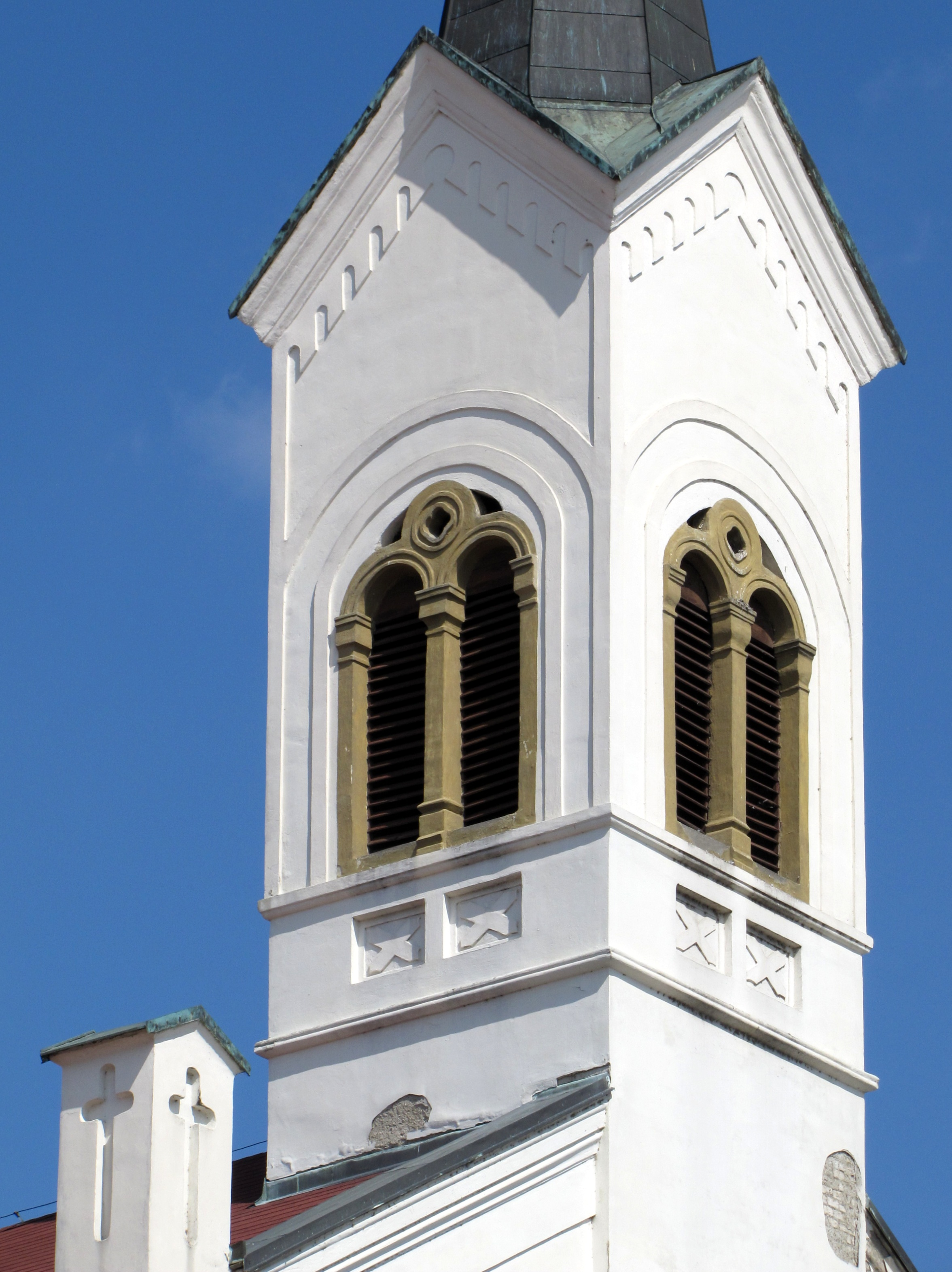
Věž s neorománskými okny

V horní části stavby je na fasádě obloučkový neorománský vlys. Nad samotným vchodem je keramická mozaika Posledního soudu od akademického malíře Jano Köhlera, který žil v sousedních Strážovicích. Ještě výše je umístěna socha anděla strážného. Úzká a vysoká čtyřboká věž má trojdílná neorománská okna. Z ulice je vidět pouze průčelí a horní část kostela, zadní část zasahuje do dvora gymnázia.
V interiéru je hlavní dřevěný oltář z roku 1868. Jsou na něm dřevořezby sv. Cyrila, sv. Mětoděje, sv. Václava a sv. Hedviky. Vysoko nad oltářem je v kulaté vitráži zobrazen sv. Josef Kalasanský jako učitel a vychovatel. Na jižní straně presbytáře je v půlkruhovém okně vitráž blahoslavené Anežky České, na severní sv. Víta. Na kůru jsou pak dvě podobná boční okna s vyobrazením sv. Cecilie a sv. Davida. Na největších oknech v hlavní lodi je Panna Maria s Ježíškem a Janem Křtitelem (jižní strana) a milosrdný Kristus odpouštějící hříchy mladému kajícníkovi (severní strana). Nad vnitřními dveřmi u hlavního vstupu je vitráž Anděla Strážného.
V presbytáři jsou umístěny dva obrazy. Nejstarší barokní obraz sv. Jana Nepomuckého pochází z vybavení piaristického kostela v Litomyšli. Obraz z roku 1753 připsaný Janu Jiřímu Etgensovi, byl do Kyjova přesut v souvislosti s jeho výměnou na oltáři dílem Felixe I. Leichera. Naproti na jižní straně je obraz zakladatele piaristického řádu Josefa Kalasanského. V hlavní lodi je barokní obraz Bičování Krista a ze zrušeného bočního oltáře obraz sv. Jana Nepomuckého. V sakristii je barokní plátno Ukřižovaný Kristus s Maří Magdalenou.
Na severní straně hlavní lodi je malba na skle ve tvaru kříže zobrazující sv. Václava. V roce 1944 ji vyhotovil technik kyjovské sklárny Jaroslav Melich. Obrazy křížové cesty pro kapli vytvořila absolventka kyjovského gymnázia Petra Tomčalová při příležitosti 100. výročí trvání českého gymnázia ve městě.
V celé kapli jsou tři sochy: sv. Josef, sv. Alois a v roce 1944 pro kapli zhotovil Antonín Berka dřevěný reliéf Matky Milosrdenství. Varhany v roce 1868 postavil vídeňský varhanář Carl Hesse (1808–1882).
V severní stěně hlavní lodi je vsazena pamětní mramorová deska v antickém slohu, na níž jsou jména 5 profesorů a 37 absolventů kyjovského gymnázia, kteří zahynuli během 1. světové války. Jano Köhler v roce 1907 provedl ornamentální výmalbu celého kostela. V letech 1992–1994 proběhla pod vedením Josefa Hochmana celková rekonstrukce kostela a z výmalby zůstaly pouze ornamenty na klenbě a také dva andělé po stranách presbytáře. Při této rekonstrukci byla položena nová dlažba a pořízeny dvě nové zpovědnice. Proběhla také liturgická úprava obětního stolu, na nějž byly použity dřevěné reliéfy čtyř evangelistů z původní kazatelny.
Ve věži bývaly zavěšeny dva zvony. Zvon z roku 1812 zasvěcený sv. Janu Nepomuckému a sv. Václavovi byl rekvírován 16. května 1916 na válečné účely, stejně jako o něco dříve měděná střecha věže. Druhý zvon "sv. Maria" z roku 1694 byl odevzdán 31. října 1917. Zabaveny byly 16. února 1918 i cínové píšťaly z varhan o váze 36 kg.

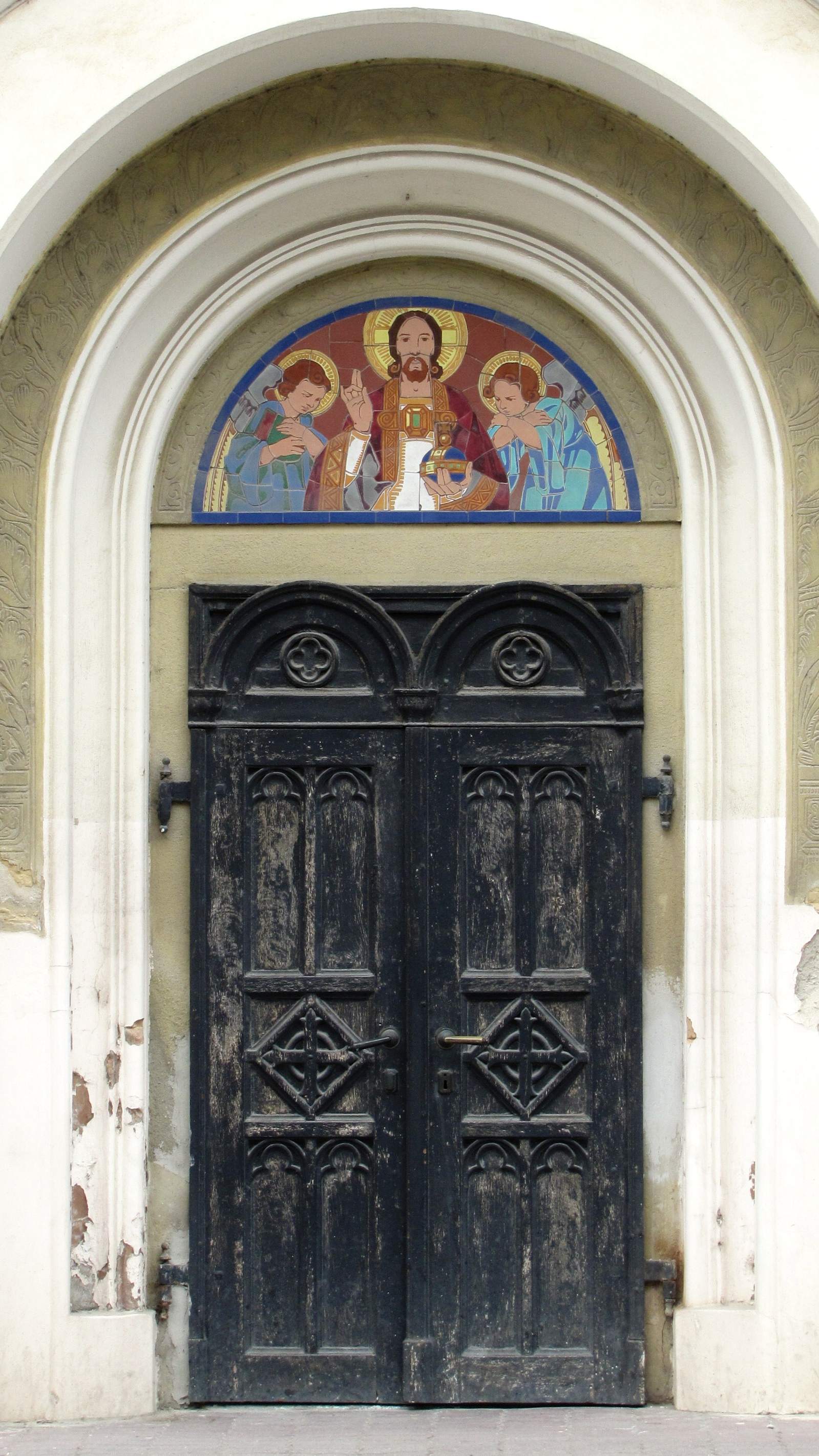
Hlavní vchod s mozaikou Posledního soudu
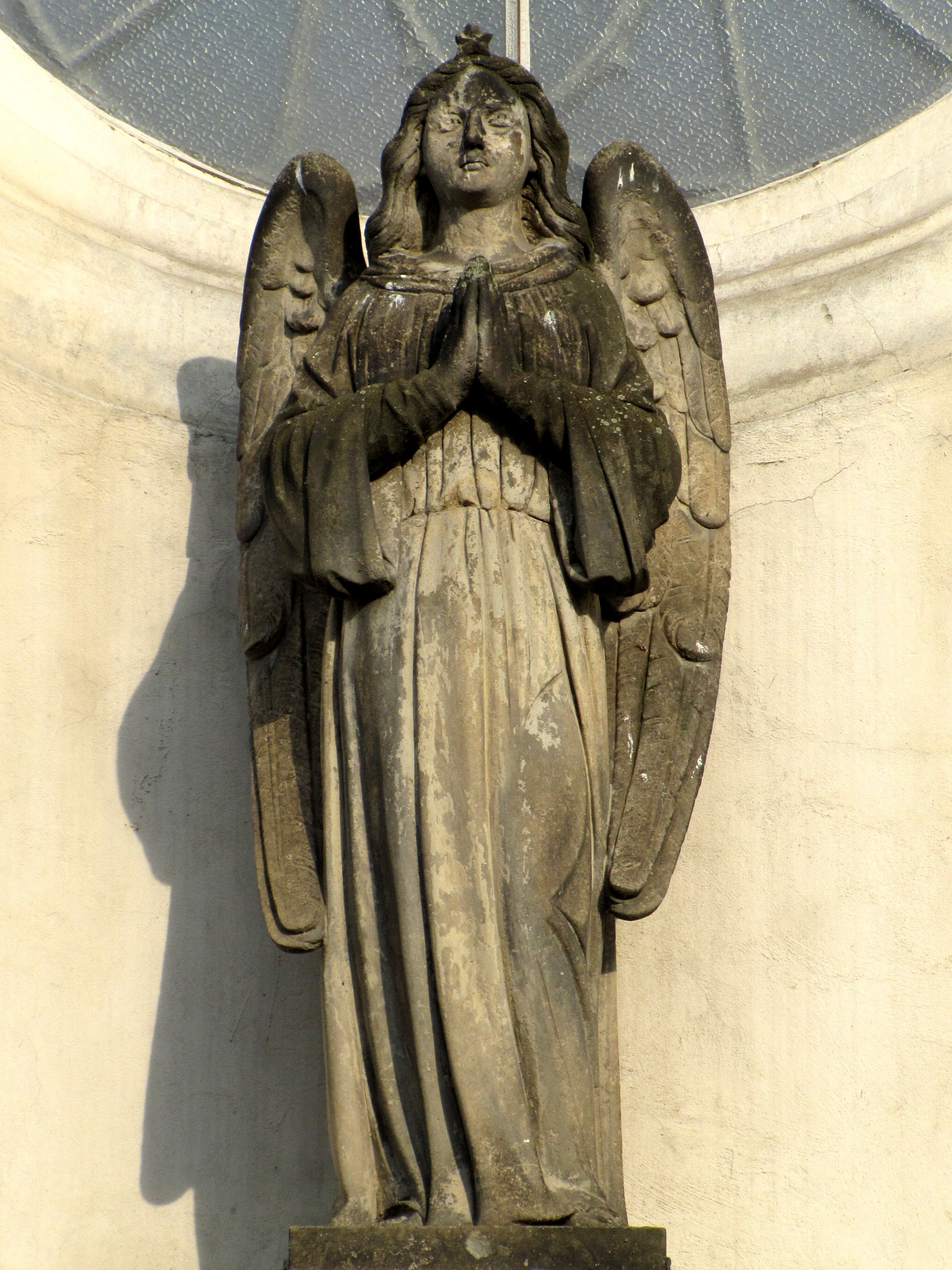
Socha anděla strážného
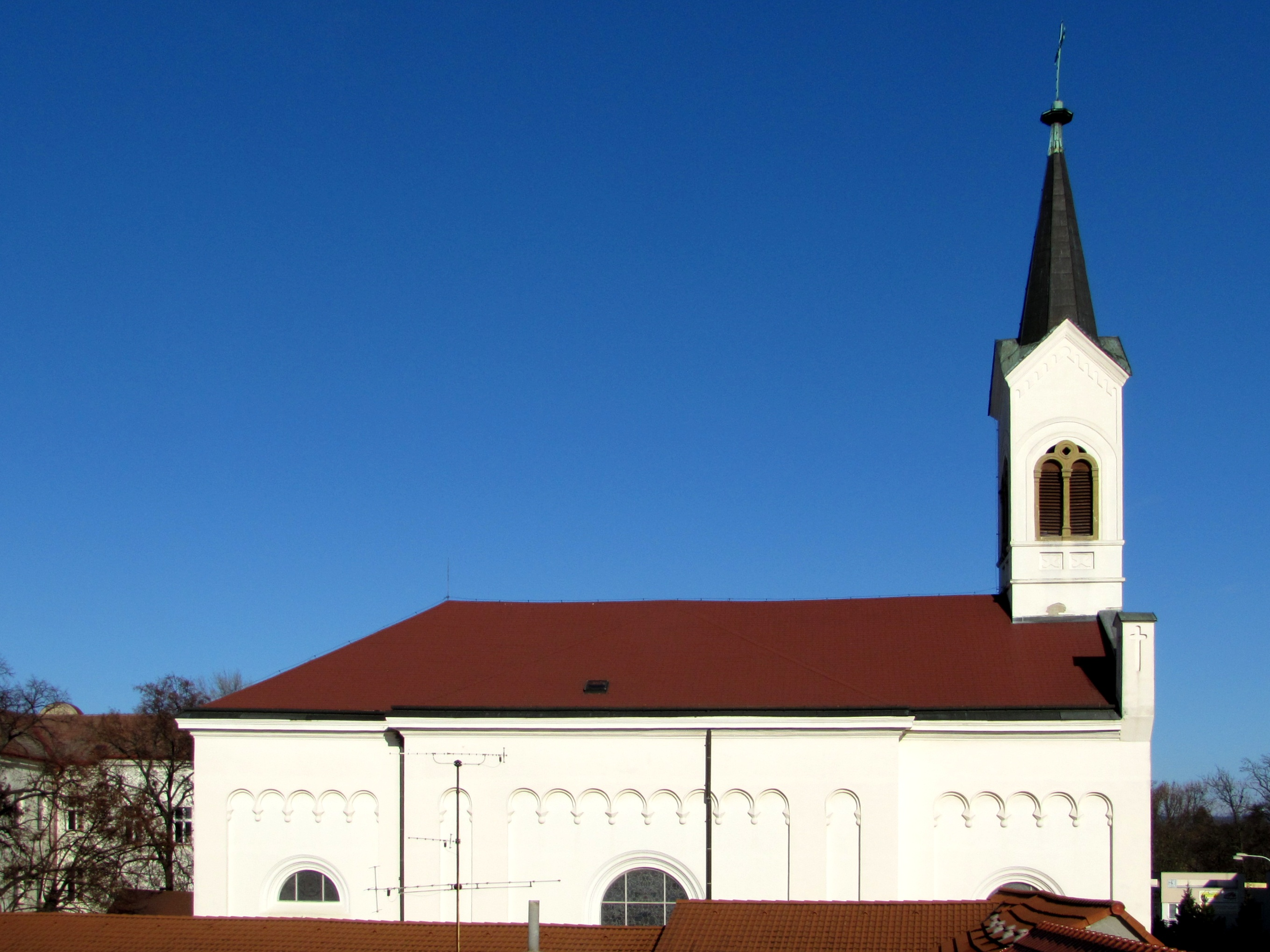
Pohled od jihu
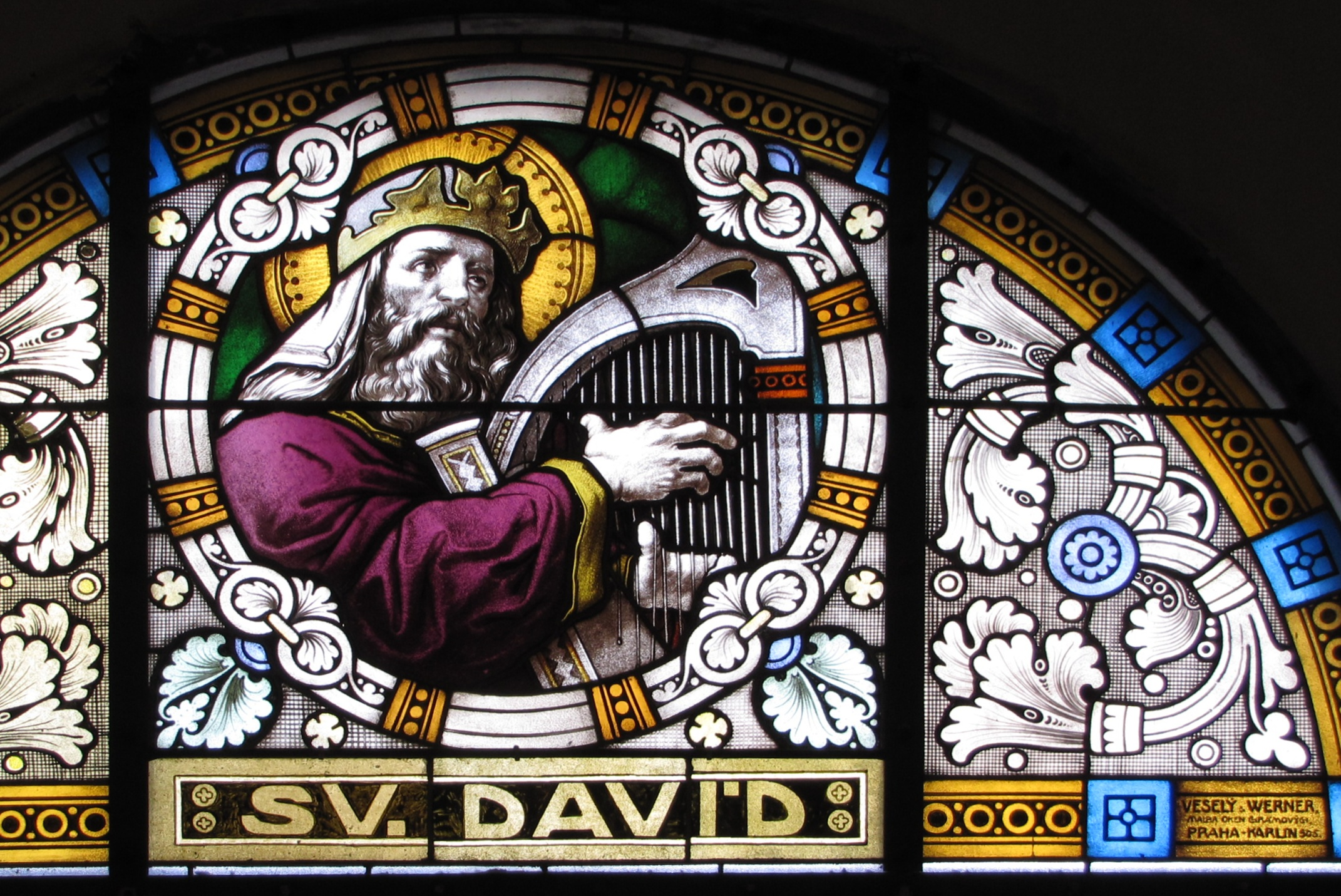
Vitráž se svatým Davidem
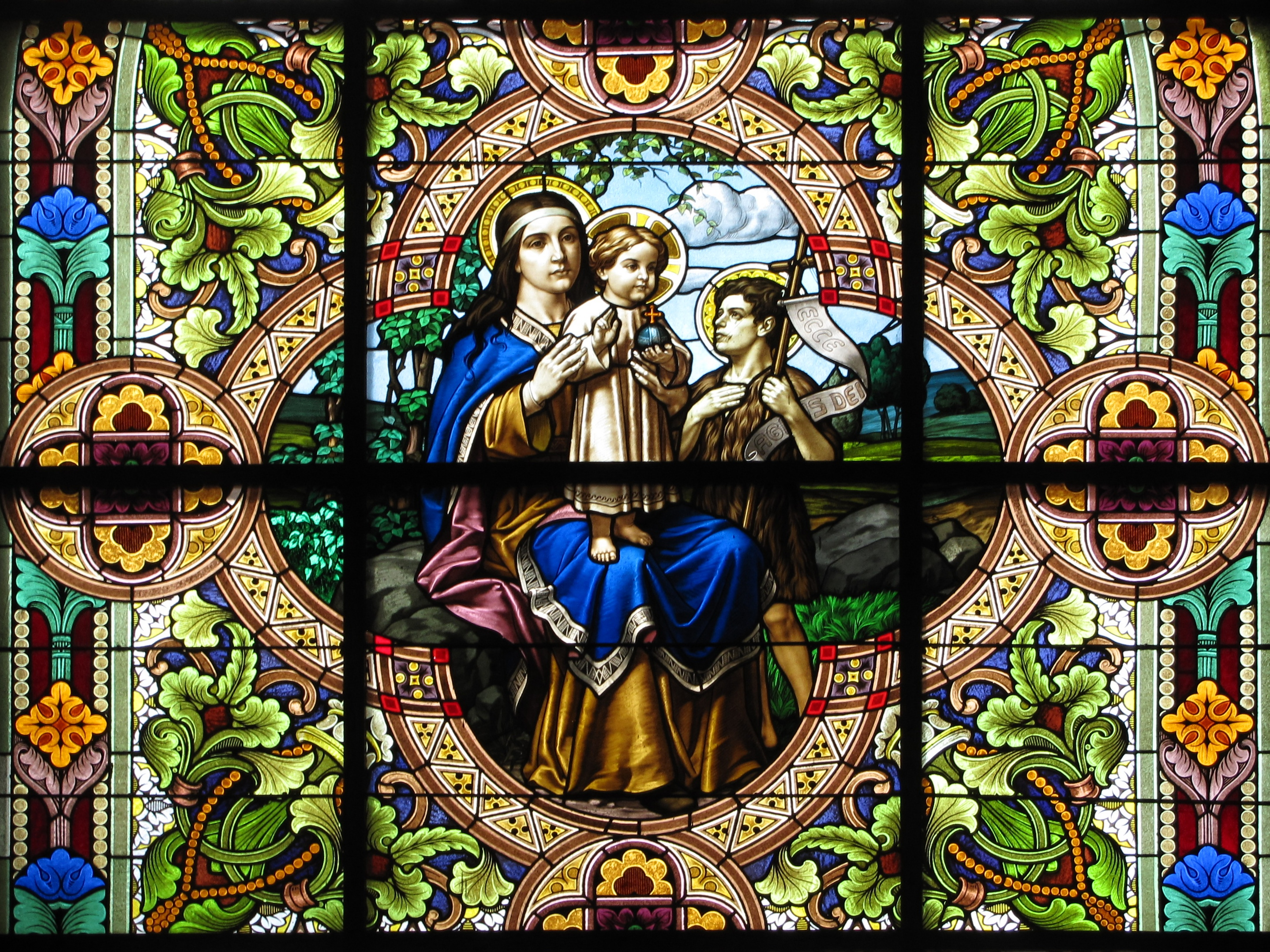
Vitráž s Madonou, Ježíšem a Janem Křtitelem
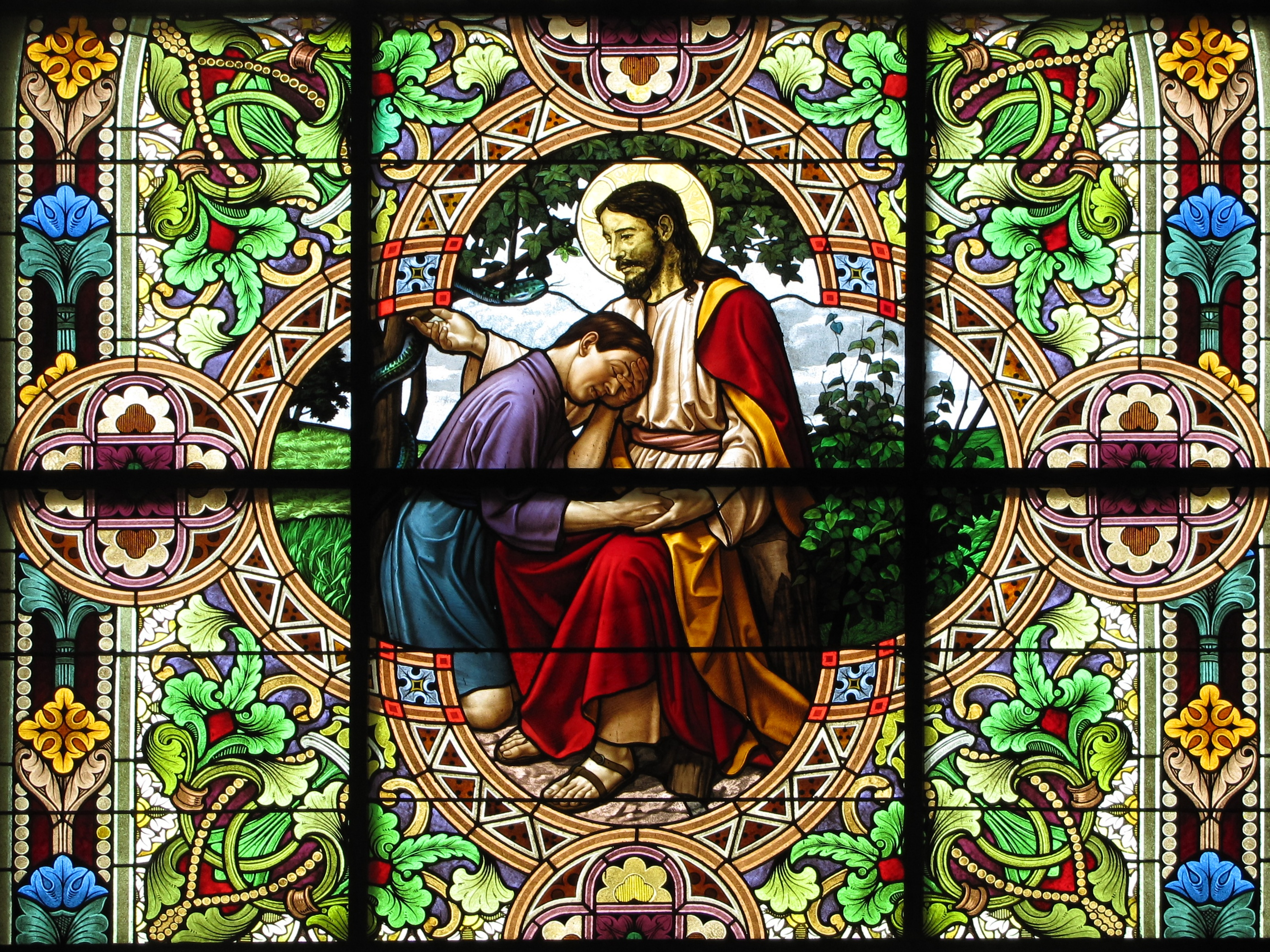
Vitráž s Kristem odpouštějícím mladému kajícníku